# دختر بد (ترانه مدونا)
«دختر بد» (به انگلیسی: Bad Girl) تک‌آهنگی از هنرمند اهل ایالات متحده آمریکا مدونا است که در سال ۱۹۹۳ میلادی منتشر شد.